# (3045) Alois
Alois és l'asteroide número 3045. Fou descobert per l'astrònom J. Wagner des de l'observatori de Flagstaff (Arizona, Estats Units), el 8 de gener de 1984. La seva designació provisional era 1984 AW.